# Le Havre AC
Le Havre Athletic Club Football Association (krátce Le HAC) je francouzský fotbalový klub hrající v současnosti druhou nejvyšší francouzskou fotbalovou soutěž Ligue 2, kam sestoupil po umístění na 20. místě Ligue 1 v sezoně 2008/09. Tento tým se obvykle pohybuje mezi 1. a 2. ligou, českým fanouškům je znám coby působiště Ladislava Vízka (1986–1988) a Václava Daňka (1991–1992).

## Úspěchy
- 1× vítěz francouzského poháru (1959)
- 1× vítěz Challenge des Champions (1959)
- 5× vítěz Ligue 2 (1937/38, 1958/59, 1984/85, 1990/91, 2007/08)
- 3× vítěz Championnat de France USFSA (1899, 1900, 1919)
- 1× vítěz Challenge international du Nord (1900)
- 2× vítěz Coupe Nationale (1918, 1919)
- 13×vítěz Normandy Champions (1900, 1901, 1902, 1903, 1905, 1906, 1907, 1909, 1919, 1920, 1921, 1923, 1926)